# Хлопотиха
Хлопотиха — деревня в Юрьевецком районе Ивановской области России. Входит в муниципальное образование Михайловское сельское поселение.

## География
Расположена на левобережье реки Ёлнать, вблизи деревни Иваниха, связанные между собой просёлочной дорогой. 

## История
Хлопотиха входила  в Каменниковский сельсовет; в 1992 году сельсовет переименован в сельскую администрацию, С 25 февраля 2005 года в соответствии с Законом Ивановской области № 54-ОЗ деревня вошла во вновь образованное Михайловское сельское поселение.

## Население
| 2010 |
| ---- |
| 1    |